# Siniotrochus
Siniotrochus is een geslacht van zeekomkommers uit de familie Myriotrochidae.

## Soorten
- Siniotrochus myriodontus Gage & Billett, 1986
- Siniotrochus phoxus Pawson, 1971
- Siniotrochus spiculifer Belyaev & Mironov, 1981